# Monte da Cova da Serpe
El monte da Cova da Serpe es la mayor elevación de la sierra del mismo nombre con 841 m sobre el nivel del mar, y se sitúa justo en el punto donde confluyen las lindes de los ayuntamientos de Guitiriz, Friol y Sobrado.
El monte es citado ya en el siglo X cómo Cova de Serpente y era uno de los hitos que señalaban la donación inicial al monasterio de Sobrado. El nombre procede de una caverna localizada en las cercanías de la cima, de una longitud de unos 12 metros, y un altor en la boca de sobre 2 metros; la anchura máxima es de 5 metros.

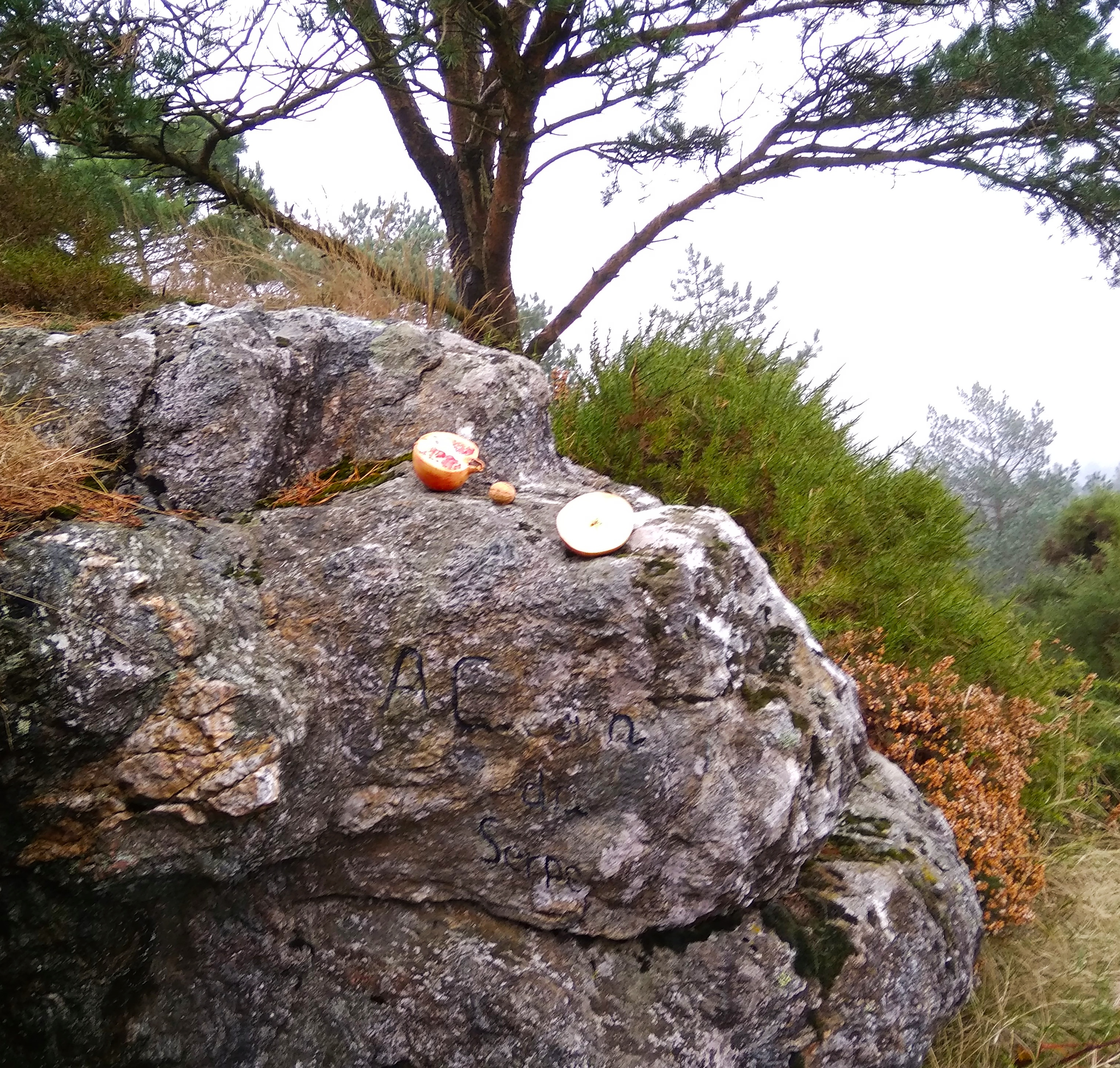
Inscripción en el monte da Cova da Serpe.

Domingo Fontán, durante la elaboración de su Carta geométrica de Galicia, estuvo hasta tres veces en la Cova da Serpe: en 1822, 1828 y 1830. La última vez, gracias al buen tiempo, pudo ver por sus aparatos la torre de Hércules, situada a unos 70 kilómetros.

## Leyendas
Estanislao Fernández de la Cigoña recogió dos leyendas diferentes sobre la cueva. En una se habla de una enorme serpiente, capaz de tragar ganado de un bocado en Miraz (Friol), a unos 8 kilómetros de distancia, sin que el rabo del reptil hubiera salido de la gruta. Los vecinos acabaron por matar al monstruo dándole de cebo un burro con alquitrán, y prendiéndole fuego. En la segunda leyenda la hija del señor de Miraz escapa con uno chico aldeano, del que es novia, acabando los amantes por refugiarse en la cueva, donde el joven será quien mata a la serpiente. Sin embargo, en las leyendas recogidas por Carré, el señor de Miraz es sustituido por el señor de la torre de Narla.